# Банани, Бруно
Бруно Банани (Bruno Banani; имя при рождении — Фуахеа Семи (Fuahea Semi); род. 4 декабря 1987 года) — тонганский саночник, единственный в своей стране спортсмен, занимающийся этим видом спорта. Современное имя саночника — маркетинговый ход.
Санный спорт на островах Тонга стал развиваться по инициативе принцессы Пилолеву Туита, сестры правящего короля. Примером для неё стал принц Монако Альберт, который сам занимался бобслеем и многое сделал для популяризации этого вида спорта.
Для занятий санным спортом на Тонга были отобраны несколько кандидатов. В их число вошёл 21-летний студент факультета информатики Фуахеа Семи, занимавшийся регби. Его партнёром по тренировкам был Таниэла Туфунга, служащий Вооружённых сил Тонги. Целью спортсменов стало попадание на Зимние олимпийские игры 2010 в Ванкувере, хотя представители государства Тонга до этого никогда ещё не участвовали в зимних олимпиадах.
Зимой 2009 года Семи и Туфунга отправились в Германию на тренировочные сборы, а королевство Тонга тем временем получило членство в Международной федерации санного спорта (FIL). Главой национальной федерации стала принцесса Пилолеву Туита.
В феврале 2009 года Фуахеа Семи впервые сел на сани и начал тренировки на искусственном льду в Альтенберге. Затем он тренировался в Кенигзее, летом — в Лиллехаммере и Сигулде, осенью принял участие в международной тренировочной неделе на будущих олимпийских трассах Ванкувера. Менее чем через год после первого выхода на лед, 20 ноября 2009 года в Калгари он впервые принял участие в официальных соревнованиях. Результат был показан неплохой — 41-е место.
Спортсмена поддерживал спонсор — фирма Makai, которая представила его публике под именем Бруно Банани, созвучным с названием немецкого производителя нижнего белья. Он снялся в рекламной кампании Coconut Powered и получил паспорт с новым именем. История саночника из Океании получила огласку в немецких СМИ. Однако квалифицироваться на Игры в Ванкувере Бруно Банани в итоге не смог. На соревнованиях в Кенигзее в начале 2010 года Банани перевернулся и не смог набрать необходимых очков. Для итоговой квалификации саночнику не хватило всего одного пункта.
Тем не менее, Бруно Банани не бросил начатое дело. Для начала он отобрался на чемпионат мира по санному спорту в 2011 году. В сезоне 2011/12 на разыгрывавшемся в рамках этапа Кубка мира в Калгари Американско-Тихоокеанском чемпионате Бруно Банани неожиданно для специалистов выиграл бронзовые медали. Продолжая участвовать в соревнованиях Кубка мира и чемпионатах мира, в декабре 2013 года спортсмен выполнил критерии отбора на Олимпийские игры 2014 в Сочи. И в итоге все-таки стал первым представителем Тонга на зимних олимпиадах.

## Публикации
- Jörg Kramer, Sara Peschke: Kokosnuss auf Schlittenfahrt. In: Der Spiegel. Ausgabe 5, 2012, ISSN 0038-7452, S. 138—139.